# Sizdah bedar

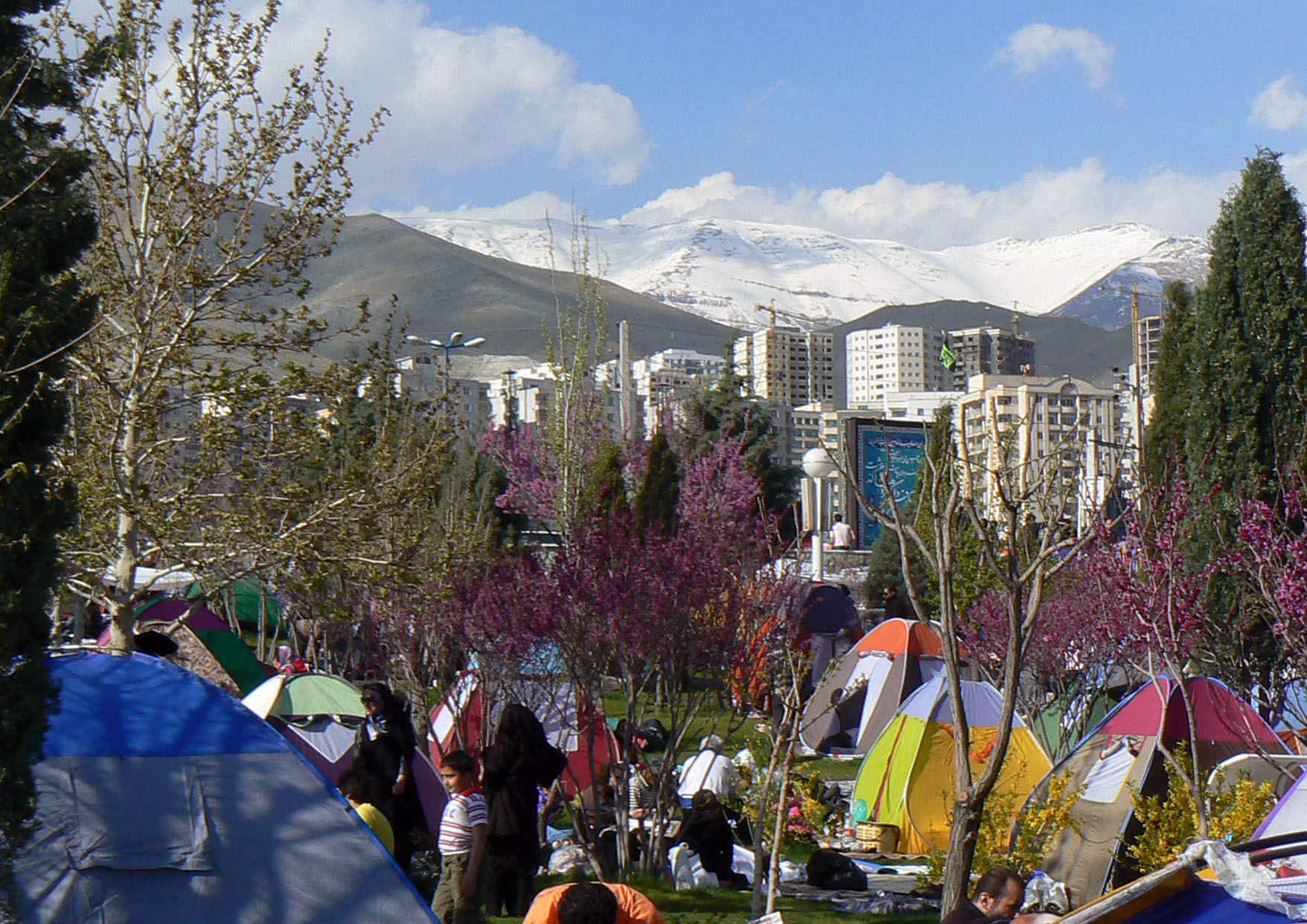
Sizdah bedar al parco Parvaz di Teheran

Il Giorno della natura (in persiano روز طبیعت; Ruz tabiyat) o Sizdah bedar (سیزده‌به‌در) è una festa tradizionale iraniana che cade tredici giorni dopo il capodanno (Nawrūz), celebrato intorno al 21 marzo. Si celebra trascorrendo la giornata nella natura, in compagnia di parenti e amici.

## Storia
Come la stessa celebrazione tradizionale del Nawrūz, la festa di Sizdah bedar ha origine nell'antica cultura pagana dell'Iran, ripresa e trasformata dallo zoroastrismo. La celebrazione della giornata della natura in tale data ha valore sacro: Sizdah bedar sancisce infatti il compimento dei primi dodici giorni dell'anno.
Fin dall'antichità, come in altri luoghi del mondo, il numero dodici in Iran è considerato magico: esso è il numero dei mesi dell'anno, dei segni dello Zodiaco, delle porte della Gerusalemme celeste. Nella tradizione iraniana, durante i primi dodici giorni dell'anno le anime dei defunti scendono nel mondo terreno e vivono con i congiunti, e il 12 farvardin simboleggia la fine del mondo: di conseguenza, il giorno seguente è l'inizio della vita celeste. Perciò, un altro significato sacro di questo giorno è la celebrazione della vita che prosegue, della fine del mondo mancata.
Nell'Iran dell'antichità era sacro il tredicesimo giorno di tutti i mesi. In questa data gli uomini chiedevano alla dea Anahita la pioggia apportatrice di prosperità nell'agricoltura e nell'allevamento del bestiame e svolgeva competizioni equestri. Il cavallo vincente era considerato tabernacolo dello spirito della dea della pioggia.
La cultura pagana riteneva che il 13 favardin la dea trionfasse sul demone della siccità, e organizzava una grande festa per la vittoria. Una tradizione analoga si è conservata in India.

## Tradizioni
La principale usanza di Sizdah bedar consiste nel trascorrere la giornata all'aperto in compagnia di parenti e amici. La tradizione vede nell'uscire di casa un gesto necessario per evitare che l'anno sia sfortunato. La credenza è affine a quella che vede nel dodicesimo giorno del mese l'inizio della fine del mondo: in questo modo, gli uomini sfuggirebbero cioè al caos che sarebbe provocato dal numero tredici (triscaidecafobia).
Si crede poi che il tempo trascorso nella natura ricolmi le anime di felicità. Il giorno dev'essere quindi trascorso il più possibile gioiosamente: suonando, cantando, ballando, giocando.
Per la scampagnata la gente porta con sé l'erba di grano e i pesci rossi  dello haft sin (mensa tradizione festiva di Nawrūz, formata da sette elementi). Nelle due prime settimane del mese l'erba ha solitamente tempo di germogliare, simboleggiando l'accumulo in sé dei dolori e delle malattie della casa in cui cresce. Al termine del picnic l'erba viene gettata via dalla mensa dell'anno nuovo, generalmente in acqua, per scacciare i demoni (daēva) dalla casa. In questo modo gli iraniani si liberano dalla sfortuna per l'anno a venire. I pesci sono liberati negli stagni e nelle fontane.
Un'altra tradizione di Sizdah bedar consiste nell'intrecciare l'«erba di capodanno». I nodi simboleggiano l'unione d'amore di uomini e donne. Le ragazze si augurano così di trovare un fidanzato durante l'anno nuovo. Si ritiene infatti il nodo intrecciato le renderà spose entro il prossimo Sizdah bedar.
Tradizione meno comune di Sizdah bedar è il Doruk e sizdah (دروغ سیزده), un «imbroglio», analogo al pesce d'aprile, mediante il quale si crede di allontanare da sé gli spiriti maligni.

## Chahardah bedar
Chahardah bedar (چهارده به در) è il quattordicesimo giorno dell'anno nel calendario persiano, festeggiato solo nella provincia del Lorestan, negli stessi modi di Sizdah bedar, che qui è chiamato Sizdah e karib (سیزده غریب) e non viene invece celebrato dai lur.

## Altre nazioni
Nawrūz si festeggia in numerosissime nazioni del Medio Oriente, come l'Azerbaigian, l'Afghanistan, la Georgia, l'India, il Kazakistan, il Kirghizistan, la Mongolia. La tradizione di Sizdah bedar si è invece diffusa solo nei paesi confinanti: Azerbaigian, Afghanistan e Tagikistan.